# Soke of Peterborough
Il Soke of Peterborough, nell'Inghilterra orientale è stata una delle contee storiche del paese, incentrata nella città omonima e alla sua diocesi, ma considerata parte del Northamptonshire. È stata una contea amministrativa dal 1889 al 1965, quando è entrata a far parte di Huntingdon and Peterborough.